# Aleksandr Kovalevski
Aleksandr Onúfrievich Kovalevski o Kowalevsky (en ruso: Александр Онуфриевич Ковалевский) (Dvinsk, ahora Letonia, 7 de noviembre de 1840 - 1901). Embriólogo comparativo ruso, es considerado uno de los principales precursores de la biología evolutiva del desarrollo. Kovalevski fue uno de los primeros embriólogos en establecer homologías entre diferentes filos a partir de las hojas embrionarias. Las técnicas histológicas le permitieron localizarlas en los estadios más tempranos del desarrollo del embrión, como había predicho Karl Ernst von Baer, estableciendo la gastrulación como fase común en todos los metazoos. Su trabajo contribuyó de manera esencial a la aceptación de la evolución.

## Biografía
Kovalevski estudió medicina en la Universidad de Heidelberg y Tübingen. Después de un tiempo trabajando en Nápoles sobre invertebrados, volvió a Rusia y enseñó en varias ciudades hasta alcanzar un puesto en la Universidad de San Petersburgo.

## Obra
La obra de Kovalevski fue fundamental en la transformación de la embriología comparada en embriología evolutiva, utilizando nuevas técnicas histológicas para determinar las homologías invisibles en el estado adulto. En dos artículos presentados en la Academia Imperial de las Ciencias de San Petersburgo (1867a, 1871) ejercitó este nuevo modo de contemplar la evolución y el desarrollo a partir de los patrones celulares observados en las fases más tempranas del desarrollo embrionario. El primero trataba del desarrollo temprano de los cefalocordados y el segundo de las afinidades entre los tunicados y los vertebrados, lo que posibilitó la inclusión de ambos en el filo de los cordados. Junto con estos dos artículos, su investigación del desarrollo embrionario de los anélidos, los braquiópodos y otros muchos animales contribuyó de manera esencial al establecimiento de las relaciones entre diferentes ramas del reino animal, especialmente entre vertebrados e invertebrados, a partir del concepto de capa germinal de Christian Pander y Karl Ernst von Baer.
La utilización de los linajes celulares en la determinación de las homologías entre los notocordios de tunicados, amphioxus y vertebrados se convirtió en un apoyo esencial a la teoría de la evolución, siendo citada por Haeckel (1868) y Darwin en su Descent of Man (1874).

### La teoría ascidia
En los años setenta del siglo XIX se debatieron dos teorías en torno al origen de los vertebrados: la primera, defendida por Haeckel y Kovalevski (continuando la obra de Rathke), defendía que el ancestro de los vertebrados debía haber sido similar a una larva ascidia; la segunda, defendida por Dohrn y Semper, concebía un ancestro anélido segmentado. La primera se basaba en la embriología comparada y la segunda en la anatomía comparada.
Los orígenes de la teoría ascidia se encuentran en los primeros artículos de Kovalevski sobre el desarrollo de los Amphioxus y su equiparación con el de los vertebrados. A continuación (1866, 1871) mostró que las ascidias se desarrollaban de un modo muy similar al Amphioxus y, por lo tanto, a los vertebrados: el sistema nervioso se desarrollaba a partir de los pliegues del ectodermo, los arcos branquiales en las paredes de la faringe y la homología de una estructura ascidia con el notocordio vertebrado.
Las observaciones de Kovalevski fueron aceptadas por Haeckel, Carl Gegenbaur y Darwin.